# 렌넬벨로나주
렌넬벨로나주(Rennell and Bellona Province)는 솔로몬 제도 남부에 위치한 주로, 렌넬섬과 벨로나섬을 포함한다. 주도는 티고아이며 면적은 671km2, 인구는 2,377명(1999년 기준)이다.

## 같이 보기
- 렌넬섬
- 벨로나섬